# Дедюлин, Сергей Владимирович
Серге́й Влади́мирович Дедю́лин (род. 9 декабря 1950, Ленинград, РСФСР, СССР;
ныне Санкт-Петербург, Россия) — историк, библиограф, журналист, издатель, участник неофициальной культурной жизни Ленинграда. Сын историка медицины В. И. Дедюлина.

## Происхождение

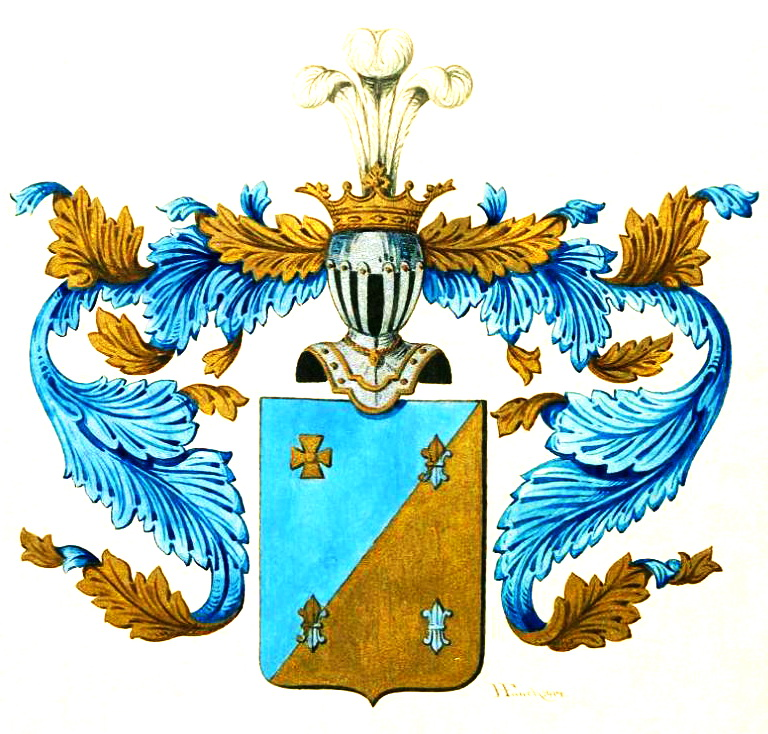
Герб рода Дедюлиных

Сергей Владимирович Дедюлин происходил из древнего дворянского рода, восходящего к XVI веку; его предки несли службу Российскому государству в правление династий Рюриковичей и Романовых. Среди наиболее заметных представителей рода следует выделить Никифора Дедюлина, который в 1537 году служил в детях боярских, Ивана Васильевича Дедюлина — думного дворянина, обоянского наместника, которому в 1561 году были пожалованы вотчины, ещё одного Ивана Васильевича Дедюлина (1722—1788) — премьер-майора, ярославского почтмейстера, Якова Ивановича Дедюлина (1772—1836) — генерал-майора, начальника ярославской «Народной силы» (народного ополчения) периода Отечественной войны 1812 года. В боковой ветви рода Дедюлиных — Александр Яковлевич Дедюлин (1820—1891), генерал-лейтенант, участник Крымской (1853—1856) и русско-турецкой (1877—1878) войн; Николай Александрович Дедюлин (1848—1912), сенатор, глава департамента герольдии; Владимир Александрович Дедюлин (1858—1913), петербургский градоначальник, командир отдельного корпуса жандармов, дворцовый комендант, участник русско-турецкой войны (1877—78);
его двоюродный брат, Михаил Владимирович Дедюлин (1864—1915), генерал-майор (посмертно), командир Тамбовского полка, участник 1-й мировой войны.
Дед будущего библиографа — последний представитель дворянского рода (после Революции 1917 года сословия в стране были отменены) Иван Михайлович Дедюлин (1899—1973) — военврач 1-го ранга, профессор, медик, биохимик, заслуженный альпинист. Во время блокады Ленинграда в декабре 1941 года вместе с сыном пешком пересёк Ладожское озеро.
Отец Сергея Дедюлина — Владимир Иванович (1926—2002) — подполковник, военно-морской врач и историк, педагог и путешественник, в юности — чемпион Ленинграда по фехтованию. Мать — Татьяна Михайловна Астратова (1926—2020) — неизменная спутница и друг своего мужа, соавтор многих его статей (в 1998 они отметили «золотую свадьбу»); в юности пережила блокаду Ленинграда, весь её срок находясь в городе. Отец Т. М. Астратовой Михаил Евдокимович Астратов (1898—1941) — специалист в области лесного хозяйства, преподавал в Лесотехнической академии, погиб в одном из боёв Великой Отечественной войны.

## Ранний период (1950—1974)
Детство и юность частично провел в Лиепае (Латвия) и Лихене (ГДР). Окончил школу в
Ленинграде. В 1968-73 учился на химфаке ЛГУ (защитил диплом на каф. коллоидной химии у проф. Д. А. Фридрихсберга; среди других учителей — С. М. Ария, А. В. Сторонкин, А.В.
Тиморева-Фриш, М. М. Шульц), вольнослушателем посещал занятия на филологическом
(лекции Г. А. Бялого, Блоковский семинар Д. Е. Максимова, изучение чешского языка на каф.
славяноведения), философском (лекции Р. А. Зобова и Т. В. Холостовой, с которыми
сдружился и вне стен университета; с их старшим коллегой И. С. Коном тесно сблизился много
позднее) и историческом факультетах.
В 1973-75 работал в Институте высокомолекулярных
соединений АН СССР, в 1974—1975 окончил Курсы по патентоведению, в 1975-81
преподавал химию в вечерних школах и ПТУ.
В 1968-69 познакомился с Ф. Перчёноком и А. Добкиным, дружбу с которыми сохранил
на всю жизнь.
С 1970 собирал материалы к биографии и иконографии Анны Ахматовой, в
процессе чего сблизился с В. Адмони, И. Бродским, Я. Гординым, И. Наппельбаум и
Е. Эткиндом в Ленинграде, и в Москве — с Э. Герштейн, Л. Горнунгом, Н. Мандельштам,
Е. Пастернаком, М. Петровых, Н. Роскиной, Л. Чуковской.
Занимался составлением и комментированием антологии стихотворений, посвященных
Анне Ахматовой, «Образ-Посвящения-Имя»; подготовил два её издания «на правах
рукописи» (1971, 1972), войдя в тесный контакт со многими московскими и ленинградскими
поэтами (Л. Друскин, В. Корнилов, А. Кушнер, Ю. Нейман, Е. Рейн, В. Шаламов,
С. Шервинский и др.). Составил машинописный сборник «Конец Гумилёва: Сборник
документов. К 50-летию со дня смерти. 1921—1971» (в двух частях, 1971, 1972), в который
вошли материалы из официальной советской печати, связанные с гибелью поэта.
В 1972 году вместе с однокашниками (В. Петрановский, А. Добкин и др.) выпускал кружковый студенческий журнал «ЛОБ» (поместил в нём, в частности, свой очерк о Доме Мурузи). Благодаря содействию А. Рогинского и других опубликовал первые библиографические этюды в научной печати Франции и Швеции, а также в московских изданиях «Вопросы литературы» и «Литературная Россия».

## Основной ленинградский период (1975—1980)

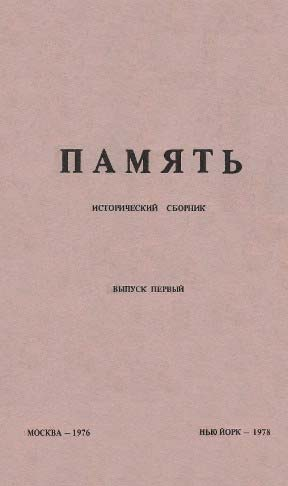
Память. Исторический сборник. Выпуск первый (1978)

В 1974-75 приступил к составлению биобиблиографического «Словаря деятелей
независимого общественного движения в СССР 1950-70-х годов», в последующие годы регулярно возвращался к этой теме (в дальнейшем опубликовал развернутые персоналии
Е. Боннэр, В. Войновича, А. Гинзбурга, М. Леонтовича, А. Марченко, Ю. Орлова,
Э. Орловского, Е. Чуковской и др.). В то время дружески сблизился, в числе прочих, с
такими диссидентами как Т. Великанова, Ю. Гастев, И. Ковалев, Л. Копелев, А. Лавут,
Т. Осипова, Ю. Шиханович.
Интенсивно занимался библиографическими штудиями; в частности, составил на том
этапе наиболее полную библиографию публикаций на русском языке в СССР (и в ЧССР)
произведений А. Солженицына и литературы о нём.
Вместе с А. Рогинским и В. Сажиным начал собирать универсальный архив самиздата,
проводил его каталогизацию и роспись по темам. Сдружился с М. Балцвиником и В. Иофе,
С. Масловым и Р. Пименовым, Г. Померанцем и Б. Улановской, позднее — с Л. Поликовской
и М. Поповским, а также с новыми поэтами В. Кривулиным и Вл. Эрлем, А. Мироновым и
О. Охапкиным, Т. Буковской и С. Стратановским.
С 1975 года помещал информационные материалы в «Хронике текущих событий». В 1975-81 один из организаторов, составителей, редакторов и авторов исторических сборников «Память» (в редколлегию входили также А. Рогинский, В. Сажин, Л. Богораз, А. Даниэль, А. Коротаев, А. Добкин и Ф. Перчёнок): всего в самиздате вышли и были переизданы за рубежом пять ежегодных томов. В 1979-81 вместе с В. Кривулиным издавал самиздатский журнал «Северная почта», посвященный поэзии и критике. Весной 1979
вместе с С. Масловым стоял у истоков создания самиздатского реферативного журнала
«Сумма». В 1979 опубликовал в самиздатской периодике Ленинграда статьи (без подписи) в
защиту арестованных Т. Великановой и В. Пореша.
В 1975-81 подвергался «беседам», обыскам (в том числе тайным) и допросам в КГБ. 6 марта 1979 у него был изъят почти весь его личный научный архив (рукописи, подготовительные материалы, архивные выписки, библиографии, диаграммы и графики, картотеки), в том числе материалы к составляемому им авторскому биобиблиографическому словарю. В знак солидарности получил телеграммы поддержки Ж.-П. Сартра, Э. Ионеско, А.-П. Картана и др. французских литераторов и ученых. В 1979-80 впервые дал по телефону интервью корреспондентам парижских газет «Монд» и «Либерасьон», а также АФП. 1 марта 1981 после полугодового давления КГБ эмигрировал во Францию и поселился в Париже.

## Основной парижский период (1981—1999)

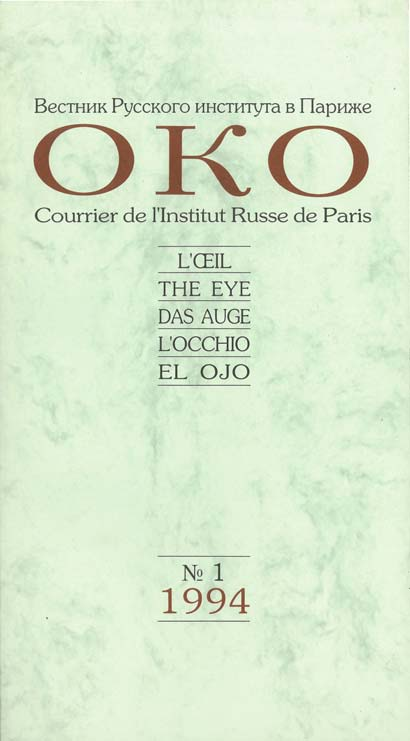
Журнал «Око», № 1 (1994)

В 1981-92 годах работал в редакции еженедельной газеты «Русская мысль», вел рубрики
«Среди книг», «Читая периодику», «По выставочным залам», «На парижских экранах»,
«Мозаика» и др., выступал со статьями и радиопередачами в защиту жертв репрессий в
СССР, в основном ученых и литераторов. Опубликовал содержательные интервью с
В. Некрасовым и Н. Струве, Д. Бушеном и Р. Добужинским (все — Париж), Н. Бенуа (Милан)
и Д. Ивановым (Рим), со многими историками и славистами, а также с артистами и художниками. Тогда же сблизился с Б. Кохно и С. Лифарем, сделал записи бесед с ними.
Организовал и редактировал «Литературное приложение» к газете (12 №, 1985-91;
последний, № 13, был распечатан частями в январе 1992 в основном корпусе этого
еженедельника; привлек к участию в Приложении Н. Аловерт, И. Бродского, Б. Вайля, Н. Горбаневскую, Ж.-Ф. Жаккара, Б. Огибенина, А. Пятигорского, Р. Тименчика, Л. Черткова,
Г. Шмакова, М. Юнггрена и др.).
Вскоре по приезде во Францию посетил Нидерланды и познакомился с рядом славистов
и историков, успев частично проконсультировать нескольких специалистов, завершавших
составление первого в истории Биографического словаря диссидентов в Советском Союзе
(1956—1975), вскоре изданного на английском языке и ещё до их встречи посвящённого С.Д.,
как одному из первых биографов и библиографов диссидентства.
В целом опубликовал в газете и в приложении (в том числе под псевдонимами и
криптонимами, в частности С.Д., Сергей Вадимов, К. Антоненко, Александр Булатов,
В. Смирнов и без подписи) более 500 материалов. Печатался в журналах «Континент»,
«Вестник РХД» и др., а также в американской («Новый американец», RLT, «Новое русское слово») и во французской прессе («Либерасьон», «Монд», «Котидьен де Пари», «Истуар»,
«Кайе дю Монд Рюсс э Совьетик» и др.).
Участвовал в переиздании исторических сборников
«Память», в подготовке изданий книг А. Ахматовой, Е. Шварца, Н. Мандельштам,
Г. Струве. Наряду с Женевьевой Жоанне и Н. Струве был в числе организаторов
Ахматовского коллоквиума в Париже и вместе с Г. Суперфином составил «Ахматовский
сборник» (1989). Неоднократно принимал участие в научных конференциях славистов и историков в Европе и Америке (Париж, Лондон, Амстердам, Вена, Гейдельберг, Бонн, Ювяскюля, Рим, Венеция, Бергамо, Павия, Бари, Капри; Дартмут-колледж, Гановер, Нью-Гэмпшир), систематически публиковал отчеты об этих научных форумах. Особенно сблизился с
Д. Абаевой-Майерс, Дж. Буттафавой, К. Верхейлом, Дж. Граффи, А. Дравичем, Жозе Жоанне,
М. Йовановичем, А. Лимом, М. Марцадури, В. Мильчиной, Ю. Молоком, А. Парнисом,
Т. Цивьян, В. Шильц и др.
С 1990-92 публиковал статьи в советских и российских изданиях (газеты «Сегодня», «Русский телеграф», «Независимая газета», «Вечерний Санкт-Петербург», журналы «Нева», «Вопросы литературы», «Итоги»). В 1992 году впервые после отъезда в эмиграцию побывал в России в связи с научной
конференцией по истории диссидентства в Москве. В 1993 году учредил международные общественные ассоциации «Русский институт в Париже» и «Око (Ассоциация в поддержку независимой прессы)». В 1994-99 издавал и
редактировал двуязычный русско-французский журнал «Око», в котором опубликовал около
30 статей и заметок. Сотрудничал на радио: чаще на RFE/RL («Свобода»), реже на ВВС, RFI, «Голос Америки».

## Поздний период (2000-)
С 2000 в основном был занят составлением и изданием сборников «Библиограф»,
«Новый библиограф», «Малый библиограф», «Голубой айсберг», журнала «Другой гид»
(2007-18; составил, в частности, спецвыпуски в честь художников Б. Заборова, О. Рабина и
О. Целкова, а также А. Рогинского, Г. Суперфина и Е. Чуковской, памяти Э. Гибера и
О. Охапкина). Составил и издал в 2017-20 серию краеведческих выпусков «Мое бюро»,
кроме того, подготовил три серии сборников «Мой Париж» (2018), «За спиной не пустыня»
(2019) и «Мои семь десятых» (2020).
В 1990—2010 годах содействовал проведению нескольких художественных выставок во
Франции и Канаде. Организовал в Париже ряд литературных вечеров и собрания-концерты памяти
А. Сахарова, Е. Боннэр, К. Чуковского.
В 2012 году участвовал в Международной конференции славистов в Женеве.
В 2002 году вновь побывал в России в связи с кончиной своего отца на 77-м году жизни.
Получил множество соболезнований, в том числе и из Кабинета Президента Франции Жака
Ширака. В феврале 2020, ещё до начала карантина в связи с пандемией COVID-19, в Петербурге на 96-м году жизни скончалась его мать.

## Краткая библиография
- Малоизвестное интервью Анны Ахматовой. Вступит. заметка, публикация и прим. Сергея Дедюлина // «Вопросы литературы», М., 1978, № 7, с. 313.
- А[лександр] Булатов [псевдоним]. О последних изданиях [Анны] Ахматовой (Заметки читателя) // «Память». Исторический сб. Вып. 2. М., 1977 / Париж, 1979.
- И[ван] Мдивани [псевдоним]. Вступит. заметка, Вместо предисловия (Интервью с автором) и прим. (Вокруг Н. И. Вавилова: Краткие биографические справки) к публикации: Марк Поповский. Дело Вавилова (Главы из книги) // Там же.
- Д.С. [криптоним]. Заметки о биографическом словаре математиков // «Континент» [Париж], № 26, 1980, с. 257—271.
- С.Д. [криптоним]. Главным делом его жизни были поиски и сохранение материалов по истории культуры России <Памяти Михаила Балцвиника> // «Рус. мысль», 29.01.1981.
- [Авто]Интервью с Сергеем Дедюлиным // Там же, 16.04.1981.
- Т[рофим] Климов [псевдоним]. Умер академик Леонтович // Там же.
- Сергей Дедюлин. «Мы живём в век юбилеев» // Там же, 4.06.1981.
- В[ладимир] Смирнов [псевдоним]. Вступит. статья, публикация и прим. к воспоминаниям С. С. Гитович «Арест Н. Н. Заболоцкого» // «Память». Исторический сб. Вып.5. М., 1981 / Париж, 1982.
- Сергей Дедюлин. In memoriam: М. А. Балцвиник // «RLT» [Ann Arbor, Michigan], № 17, 1982.
- Сергей Дедюлин. Дело Арсения Рогинского — на родине и за рубежом, год первый //«Рус. мысль», 9.12.1982.
- [Б.п.] Кончина Евгения Гнедина // Там же, 29.09.1983.
- С.Д. [криптоним]. Прошедший сквозь лабиринт // Там же, 6.10.1983.
- В[ладимир] Смирнов [псевдоним]. Вступит. статья, публикация и прим. к «Воспоминаниям о Зощенко» Сильвы Гитович // Лит. приложение, № 1 («Рус. мысль», 3.01.1985).
- Сергей Дедюлин. «Октябрь Шестнадцатого» — по-французски // Рус. мысль, 28.6.1985.
- Сергей Дедюлин. «Но все же, все же, все же…» (О письмах Твардовского) // Лит. приложение, № 2 («Рус. мысль», 27.12.1985).
- С.Д. [криптоним]. Карикатуры и шаржи Оливье Рейно // Рус. мысль, 27.02.1987.
- В[ладимир] Смирнов [псевдоним]. Вступит. статья, публикация и прим. к материалу: «Из писем Н. Заболоцкого жене из заключения (1938-44 годы)» // Лит. приложение, № 5 («Рус. мысль», 25.12.1987).
- С.Д. [криптоним]. Новшества и недомолвки [Послесловие к публикации Открытого письма Марка Поповского Гл. редактору «Лит. газеты» А. Б. Чаковскому] // Рус. мысль", 5.02.1988.
- Составители Сергей Дедюлин и Габриэль Суперфин. Ахматовский сборник, 1 // «Русская библиотека Института славяноведения», том LXXXV. Париж, Институт славяноведения, 1989.
- С.Д. [криптоним]. «Дело Константина Азадовского» (Вечер в Доме писателя) // «Рус. мысль», 20.10.1989.
- Сергей Дедюлин. Письмо в редакцию // «Вопросы литературы», 1990, № 3.
- [Составитель Сергей Дедюлин]. КГБ сегодня (Три материала) // «Рус. мысль», 28.12.1990.
- Сергей Дедюлин. «Бульвар Распай по-прежнему пригож…» (О двух посмертных книгах Эрве Гибера) // «Независимая газета», М., 11.08.1992.
- Сергей Дедюлин. Двойной портрет (К выставке Казимира Малевича и Павла Филонова на Елисейских Полях) // Там же, 10.12.1992.
- Сергей Дедюлин. Цветные кумиры в неестественных позах (Европейское турне американской фотохудожницы Анни Лейбовиц) <In memoriam K.H.> // Там же, 18.12.1992.
- Сергей Дедюлин. «Гэй пье» приказал долго жить («Огонёк» французских гомосексуалистов. Краткая биография) <подзаголовок редакционный> // Там же, 25.12.1992.
- Сергей Дедюлин. Дорогой Габриэль Мацнев // «Око. Вестник» [Париж], № 1, 1994.
- Сергей Дедюлин. Освобождение без берегов // Там же.
- С.Д. [криптоним]. Европейское турне русского авангарда // Там же.
- Сергей Дедюлин. Роберт Мэпплторп в Брюсселе, Барселоне… и везде, кроме России — Там же.
- Serge Deduline. Roman avec cocaïne, la piste de Marc Levi // «Libération», Paris, 2.03.1995.
- Serge Deduline. Moldavie, point focal de l’Europe? // Ma Moldavie (La Moldavie dans le dialogue culturel de l’Europe). [Ed. Antonin Liehm]. Die, Drome, 1996.
- Сергей Дедюлин. Измена своим читателям (Письмо в редакцию) // «Око. Хроника» [Париж], Спецвыпуск 7: «Косово и Россия» (Вольные голоса: Избранные материалы), 10.06.1999.
- Сб. Игорь Кон 2003 (Избранные доклады, статьи и заметки за один только год) [Составитель Сергей Дедюлин] («Библиограф» (Париж), вып. 12, 2003).
- Сергей Дедюлин. Трумэн Капоте в письмах // «Другой гид / L’Autre guide» [СПб-Париж / St.Pbg-Paris], 2007, № 2.
- Сергей Вадимов [псевдоним]. Лео и Франсуа / Léo & François в фоторомане Сержа Головача // Там же.
- Сергей Вадимов [псевдоним]. Борис Заборов в квадрате «Skira» // Там же, (а) 2007, № 3; (b) Спец. выпуск 2008, I («Борис Заборов»).
- С.Д. [криптоним]. Тридцать лет во Франции // Там же, (а) 2008, № 1; (b) Спец. выпуск 2008, II («Оскар Рабин»).
- С.Д. [криптоним]. Первый и единственный в Самиздате научно-исторический сборник (От составителя) // Сб. «Память» (Исторический сборник [Составитель С. Д.]. («Библиограф», вып. 1, 2000-2005-2010).
- [Б.п.] Бесценный историко-литературный памятник (От составителя) // Сб. Подвиг трёх поколений (К изданию «Дневника» Сергея Прокофьева) [Составитель Сергей Дедюлин].(«Библиограф», вып.15, 2003-2008-2010).
- Сергей Дедюлин. Бесценный историко-литературный памятник (По страницам Дневника Сергея Прокофьева) [Расширенная публикация предисловия к сб. Подвиг трёх поколений («Библиограф», вып. 15, 2003-2008-2010); см. выше] // «Другой гид», 2010, № 9/10.
- Сергей Вадимов [псевдоним]. Персональные выставки Оскара Рабина в Париже и Меце // Там же.
- Сергей Дедюлин. «Там был город…» («Северная почта»: из воспоминаний о реальном сотрудничестве редакции с поэтами и критиками) // «Вторая культура» (Неофициальная поэзия Ленинграда в 1970—1980-е годы). Материалы международной конференции (Женева, 1-3 марта 2012). СПб., 2013.
- С.Д. [криптоним]. Сорванная публикация: 35 лет спустя (От составителя) // Сб. Евгений Гнедин. Мир как война за мир без войны («Новый библиограф» [Париж], № 10, 2014).
- С.Д. [криптоним]. Об авторе книги // Сб. Елена Чуковская. Чукоккала и около [Составитель С. Д.] («Золотая библиотека». Приложение к журналу «Другой гид», 2014, № 8/9).
- Сергей Дедюлин. Сорок четыре года, неизменно — с любовью и восхищением (Из рукописи книги «Помнить и вспомнить») // Там же.
- С.Д. [криптоним]. Агата Гайар: мемуары // Сб. Эрве Гибер. Альбом юбилейной фотовыставки [Составитель С. Д.] («Золотая библиотека». Приложение к журналу «Другой гид», 2015, № 1).
- [Б.п.] Биосправка о писателе / О русском Эрве Гибере // Там же.
- Составитель С. Д. [криптоним]. Памятная записка: Материалы к хронологической канве издания сборников «Память» // Сб. Материалы двух Круглых столов в Париже и Одессе (19.09.2015 & 10.10.2015) <К 40-летию создания Исторических сборников «Память»>. Составитель С. Д. Изд. второе, уточнённое («Малый Библиограф» [Париж], вып. 7, 2015).
- Составитель С. Д. [криптоним]. Памятная записка: Материалы к хронологии штудий по истории издания сборников «Память» // Там же.
- Сергей Дедюлин. «Тебя здесь нет…»: о «Северной почте» из дали дней // Русско-французский разговорник, или / ou Les causeries du 7 septembre (Сб. статей в честь Веры Аркадьевны Мильчиной) // М., «НЛО», 2015.
- С.Д. [криптоним]. Памятная записка: К истории первых тартуских сборников научных студенческих работ на русском языке // Сб. «Семь ли, семьдесят ли, семьсот… (К 30.III.2016)». Приложение к журналу «Другой гид», 2016, № 3.
- С.Д. [криптоним]. Отражение «Дела Арсения Рогинского» в парижской прессе в 1981—1982 // Там же.
- С.Д. [криптоним]. О первых Анциферовских чтениях, 1989 (Из писем В. И. Дедюлина,1) // Там же.
- С.Д. [криптоним]. Памятная записка: В одном из чистых зеркал «перестройки» (По страницам «Русской мысли», 1990) // Там же.
- С.Д. [криптоним]. Вокруг Хлебникова // Там же.
- Сергей Дедюлин. Память памятью о памяти (Тучка, облачко, атмосфера) // Сб. Тексты, доклады и дискуссия на двух Круглых столах в Париже и Одессе (19.09.2015 & 10.10.2015) <К 40-летию создания Исторических сборников «Память»>. Часть I [Составитель С. Д.](«Малый Библиограф», вып. 10, 2015—2018).
- Сергей Дедюлин. Что это и когда это было (К 50-летию «Пражской весны») // «Другой гид», 2018, № 1/3.
- С.Д. [криптоним]. Черновик беловика (Памяти Исторических сборников «Память») // Там же.
- Биографический словарь сборников «Память» (Рабочие материалы) [Составитель С. Д.] («Малый Библиограф», вып. 6, 2015—2019).
- Сб. О новых выставках двух великих британцев в Центре Помпиду (Париж): Дэвид Хокни и Фрэнсис Бэкон [Составитель С. Д.] (Там же, вып. 25, 2019).
- Сб. Разум возмущенный (Об одном эпизоде противостояния цензуре в FB)[Составитель С. Д.] (Там же, вып. 28, 2020).